# 1075 (numero)
Millesettantacinque (1075) è il numero naturale dopo il 1074 e prima del 1076.

## Proprietà matematiche
- È un numero dispari.
- È un numero composto da 6 divisori: 1, 5, 25, 43, 215, 1075. Poiché la somma dei suoi divisori (escluso il numero stesso) è 289 < 1075, è un numero difettivo.
- È un numero nontotiente in quanto dispari e diverso da 1.
- È un numero palindromo e un numero ondulante nel sistema posizionale a base 11 (898) e in quello a base 12 (757).
- È un numero odioso.
- È parte delle terne pitagoriche (301, 1032, 1075), (612, 1075, 1237), (645, 860, 1075), (1075, 2580, 2795), (1075, 4560, 4685), (1075, 13416, 13459), (1075, 23100, 23125), (1075, 115560, 115565), (1075, 577812, 577813).

## Astronomia
- 1075 Helina è un asteroide della fascia principale del sistema solare.
- NGC 1075 è una galassia nella costellazione della Balena.

## Astronautica
- Cosmos 1075 è un satellite artificiale russo.